# Selecció de futbol de Catalunya-Llevant
La Selecció de futbol de Catalunya-Llevant, va ser creada l'any 1950, com una selecció mixta de jugadors d'equips del Catalunya i del País Valencià amb la finalitat de disputar un partit davant el Club Atlético San Lorenzo de Almagro argentí, que estava fent una gira per Europa. Paral·lelament es va crear una selecció Centre-Nord que es va enfrontar el mateix dia al Racing Club de Avellaneda.

## Plantilla de la Selecció Catalunya-Llevant
| #            | Nom                  | Lloc de Naixement      | Club         |         |         |
| Porters      | Porters              | Porters                | Porters      | Porters | Porters |
| ------------ | -------------------- | ---------------------- | ------------ | ------- | ------- |
| 1            | Ignacio Eizaquirre   | Sant Sebastià          | València CF  |         |         |
| Defenses     |                      |                        |              |         |         |
| 2            | Vicente Asensi       | Alcúdia de Crespins    | València CF  |         |         |
| 3            | Josep Parra          | Blanes                 | RCD Espanyol |         |         |
| Migcampistes |                      |                        |              |         |         |
| 4            | Gonzalvo II          | Mollet del Vallès      | FC Barcelona |         |         |
| 5            | Gonzalvo III 80'     | Mollet del Vallès      | FC Barcelona |         |         |
| 6            | Toni Puchades        | Sueca                  | València CF  |         |         |
| Davanters    |                      |                        |              |         |         |
| 7            | Estanislau Basora    | Colònia Valls          | FC Barcelona |         |         |
| 8            | Rosendo Hernández    | Santa Cruz de Tenerife | RCD Espanyol |         |         |
| 9            | Cèsar Rodríguez      | Lleó                   | FC Barcelona |         |         |
| 10           | Silvestre Igoa       | Sant Sebastià          | València CF  |         |         |
| 11           | Vicente Seguí García | València               | València CF  |         |         |
| Suplents     |                      |                        |              |         |         |
|              | Antoni Ramallets     | Barcelona              | FC Barcelona |         |         |
|              | Josep Artigas        | Terrassa               | RCD Espanyol |         |         |
|              | Francesc Calvet 80'  | Sant Joan Despí        | FC Barcelona |         |         |
|              | Josep Seguer         | Parets del Vallès      | FC Barcelona |         |         |

## El partit
VS 
La Selecció de Catalunya-Llevant, va jugar el seu únic partit al Camp de les Corts de Barcelona davant el Club Atlético San Lorenzo de Almagro. Aquest equip argentí era considerat un dels millors del continent americà, i havia guanyat partits amistosos a la Selecció Espanyola i Portugesa. El partit es va rebre amb molta expectació i un estadi gairebé ple.
Tot i ser un partit molt igualat, i amb moltes ocasions per part d'ambdós combinats, el San Lorenzo no va poder fer res davant els dos gols d'Igoa i Hernández, que van decidir el partit del costat local. Calvet substituí Gonzalvo III a deu minuts del final. El partit va finalitzar amb el resultat 2-1.